# Knjiga lem
Knjiga lem je matematično delo, ki ga je Tabit ibn Kora pripisoval Arhimedu, čeprav je avtorstvo knjige vprašljivo. Delo vsebuje petnajst izrekov (trditev) o značilnostih kroga in krožnice.
Knjigo lem je v arabščino prvi predstavil ibn Kora. Avtorstvo je pripisal Arhimedu. Leta 1661 je arabski rokopis v latinščino prevedel Abraham Ecchellensis, uredil pa ga je Giovanni Alfonso Borelli. Latinska izdaja je bila izdana pod naslovom Liber Assumptorum. Thomas Little Heath je Heiburgovo latinsko delo prevedel v angleščino pod naslovom Book of Lemmas v svojem delu The Works of Archimedes.
V knjigi je predstavljenih več geometrijskih likov, med njimi na primer arbelos in salinon, in geometrijskih konstrukcij, kot sta Arhimedov dvojček in Paposova veriga.